# منطقه ادمیرالیتی ماینینگ
منطقه ادمیرالیتی ماینینگ (به انگلیسی: Admiralty mining district) یک منطقهٔ مسکونی در ایالات متحده آمریکا است که در آلاسکا واقع شده‌است.